# Ulvangen
Ulvangen er et sund og en fjord på Helgeland, i Leirfjord og Dønna kommuner i Nordland fylke i Norge. Sundet ligger mellem øen Dønna og fastlandet og går fra Alsta og Skorpa i syd til Løkta i nord. Det er cirka 15 kilometer langt og mellem 2,5 og 5 kilometer bredt. På østsiden, helt mod syd i sundet, ligger fjorden Ulvangen. Den har indløb mellem Angarsnes i nord og Ulvangsøya i syd og går cirka 4 kilometer til fjordbunden, hvor gården Ulvang ligger. Ulvangsøya er en smal landtange som skiller Ulvangen fra Meisfjorden.
Færgen fra Sandnessjøen til Bjørn på Dønna og Løkta krydser Ulvangen.
Navnet er sammensat af dyrenavnet ulfr (ulv) og endingen angr (trong vik, fjord).